# Arsenic and Old Lace
Arsenic and Old Lace (bra: Este Mundo É um Hospício; prt: O Mundo É um Manicómio) é um filme norte-americano de 1944, dos gêneros comédia romântica e suspense, dirigido por Frank Capra, com roteiro de Joseph Kesselring, Julius J. Epstein e Philip G. Epstein.

## Sinopse
Mortimer Bruster (Cary Grant) é um crítico teatral conhecido por suas manifestações contrárias ao matrimônio aprende uma dura lição e justamente no dia de seu próprio casamento, ele acaba descobrindo um estranho hábito de suas doces e idosas tias: matar velhos solitários, como se fosse um ato de caridade.

## Elenco principal
- Cary Grant       ....    Mortimer Brewster
- Josephine Hull   ....    Abby Brewster
- Jean Adair       ....    Martha Brewster
- Raymond Massey   ....    Jonathan Brewster
- Priscilla Lane   ....    Elaine Harper
- John Alexander   ....    Theodore Brewster
- Peter Lorre      ....    Dr. Herman Einstein